# プレスコ
プレスコとはプレスコアリング (prescoring) の略で、台詞や音楽・歌を先行して収録する手法である。「プリレコーディング」 (prerecording) や、その略である「プリレコ」とも呼ばれる。
アニメーションの作成においては、収録された台詞や音楽に合わせて絵を描き、作成する。また、ミュージカル映画でもよく用いられ、先に収録された歌やタップなどの効果音に合わせて俳優が演技を行う。

## アニメーション制作
プレスコは声優の演技を下敷きにして、アニメーターが自然な芝居を付けられる、または演技に合わせてアレンジが利かせやすくなるという長所がある。しかし、長編映画は別として、テレビアニメのような予算やスケジュールが厳しい現場で、作画にそうした手間ひまをかけることは難しい。特別な話数のみ、あるいはスペシャルカットとして限定的に使う場合もある。
プレスコの収録はラジオドラマに近いものとされる。プレスコを用いている作品でも、映像と音声を同期させるため、叫び声やうめき声などはアフレコで収録される。
フルアニメーションが主流である欧米では、先に台詞を収録しておいてから、その声に合わせて口の形を作画するプレスコ方式が多く採用されている。
フランスのアニメーションではアメリカへの輸出を前提に制作が行われていることなどから、英語でプレスコを行っている作品もある。
対して、あらかじめ用意されているフィルムを見ながら、タイミングに合わせて声優が台詞を言うことを「アフレコ」（アフターレコーディング）という。
日本でも戦前から初期の日本アニメはプレスコが主流であり、初のカラー劇場長編アニメ『白蛇伝』も当初プレスコの予定であったが、内容変更の続いたことで音と絵が合わなくなり、アフレコに切り替えられた。
その後リミテッドアニメーションが主流となった日本では、キャラクターの口パクに合わせるアフレコ方式の収録方法が一般的となった。
日本のアニメ制作環境ではアフレコをする時点で映像が完成していることの方が少なく、「絵コンテ撮」（えコンテさつ）や「線撮り」（せんどり）で先に台詞を収録してから作画を間に合わせるという、広義のプレスコに当たる例も昔からみられる。デジタル編集が普及した現在では、声優のアドリブや演技にあわせてアフレコ後に絵に修正を加えることが可能になっている。

### プレスコを用いた日本のアニメ
| 公開日          | タイトル                                                               | 備考                                               | 出典                 |
| --------------- | ---------------------------------------------------------------------- | -------------------------------------------------- | -------------------- |
| 1968年07月21日  | 太陽の王子 ホルスの大冒険                                              | 初めにプレスコ、台本の追加変更部分でアフレコを併用 | [ 7 ] [ 8 ]          |
| 1988年07月16日  | AKIRA                                                                  |                                                    | [ 9 ]                |
| 1991年07月20日  | おもひでぽろぽろ                                                       |                                                    | [ 10 ]               |
| 1992年012月19日 | ちびまる子ちゃん わたしの好きな歌                                      | 歌パート                                           |                      |
| 1994年07月16日  | 平成狸合戦ぽんぽこ                                                     |                                                    | [ 11 ]               |
| 1995年07月15日  | 耳をすませば                                                           |                                                    | [ 12 ]               |
| 2002年012月     | ヨコハマ買い出し紀行-Quiet Country Cafe-                               |                                                    | [ 13 ]               |
| 2004年04月1日   | 恋風                                                                   |                                                    | [ 14 ]               |
| 2004年04月9日   | 魔法少女隊アルス                                                       |                                                    | [ 15 ]               |
| 2005年01月      | The World of GOLDEN EGGS                                               |                                                    | [ 16 ]               |
| 2005年02月7日   | ギャグマンガ日和                                                       |                                                    | [ 17 ]               |
| 2005年06月29日  | かみちゅ!                                                              | TV未放送第11話の三枝姉妹が泣く場面                 | [ 18 ]               |
| 2006年04月3日   | 涼宮ハルヒの憂鬱                                                       | 2006年版、第12話「ライブアライブ」のライブ場面     | [ 19 ]               |
| 2006年04月5日   | 秘密結社鷹の爪シリーズ                                                 |                                                    |                      |
| 2006年010月3日  | RED GARDEN                                                             |                                                    | [ 20 ]               |
| 2007年07月12日  | モノノ怪                                                               |                                                    | [ 21 ]               |
| 2007年09月1日   | ヱヴァンゲリヲン新劇場版                                               |                                                    | [ 22 ]               |
| 2008年04月3日   | 紅                                                                     |                                                    | [ 23 ]               |
| 2008年07月3日   | スケアクロウマン                                                       |                                                    | [ 24 ]               |
| 2008年08月8日   | デトロイト・メタル・シティ                                             |                                                    | [ 25 ]               |
| 2008年010月2日  | 夜桜四重奏 〜ヨザクラカルテット〜                                      |                                                    | [ 26 ]               |
| 2008年010月3日  | 天体戦士サンレッド                                                     |                                                    | [ 27 ]               |
| 2009年07月5日   | くるねこ                                                               |                                                    | [ 28 ]               |
| 2009年08月22日  | ホッタラケの島 〜遥と魔法の鏡〜                                        |                                                    | [ 29 ]               |
| 2010年04月2日   | いちばんうしろの大魔王                                                 |                                                    | [ 30 ]               |
| 2011年04月12日  | ユルアニ?（元気!!江古田ちゃん、ほんとにあった!霊媒先生、だぶるじぇい） |                                                    | [ 31 ] [ 32 ] [ 33 ] |
| 2011年06月6日   | かよえ!チュー学                                                        |                                                    | [ 34 ]               |
| 2011年09月17日  | 蛍火の杜へ                                                             |                                                    | [ 35 ]               |
| 2011年010月12日 | gdgd妖精s                                                              |                                                    | [ 36 ]               |
| 2011年012月17日 | friends もののけ島のナキ                                               |                                                    | [ 37 ]               |
| 2012年07月5日   | 夏雪ランデブー                                                         |                                                    | [ 38 ]               |
| 2012年012月21日 | 僕の妹は「大阪おかん」                                                 |                                                    | [ 39 ]               |
| 2013年02月5日   | 直球表題ロボットアニメ                                                 |                                                    | [ 40 ]               |
| 2013年04月11日  | 革命機ヴァルヴレイヴ                                                   |                                                    | [ 41 ]               |
| 2013年010月6日  | てさぐれ!部活もの                                                      |                                                    | [ 42 ]               |
| 2013年011月23日 | かぐや姫の物語                                                         |                                                    | [ 43 ]               |
| 2014年04月11日  | シドニアの騎士                                                         |                                                    | [ 44 ]               |
| 2014年07月7日   | 月刊少女野崎くん                                                       |                                                    | [ 45 ]               |
| 2014年010月9日  | SHIROBAKO                                                              | 第14話「仁義なきオーディション会議」の会議シーン   | [ 46 ]               |
| 2015年02月20日  | 花とアリス殺人事件                                                     |                                                    | [ 47 ]               |
| 2015年04月11日  | シドニアの騎士 第九惑星戦役                                            |                                                    | [ 48 ]               |
| 2015年06月5日   | 亜人                                                                   |                                                    | [ 49 ]               |
| 2015年010月8日  | すべてがFになる THE PERFECT INSIDER                                    |                                                    | [ 50 ]               |
| 2015年012月11日 | 機動戦士ガンダム サンダーボルト                                        |                                                    | [ 51 ]               |
| 2016年04月8日   | あはれ!名作くん                                                        |                                                    | [ 52 ]               |
| 2016年010月29日 | キュアミラクルとモフルンの魔法レッスン!                                |                                                    | [ 53 ]               |
| 2016年011月25日 | CYBORG009 CALL OF JUSTICE                                              |                                                    | [ 54 ]               |
| 2017年02月4日   | こんぷれっくす×コンプレックス                                          |                                                    | [ 55 ]               |
| 2017年03月18日  | 映画 プリキュアドリームスターズ!                                       |                                                    | [ 56 ]               |
| 2017年04月7日   | 月がきれい                                                             |                                                    | [ 57 ]               |
| 2017年05月20日  | BLAME!                                                                 |                                                    | [ 58 ]               |
| 2017年08月18日  | 打ち上げ花火、下から見るか? 横から見るか?                              |                                                    | [ 59 ]               |
| 2017年010月7日  | 宝石の国                                                               |                                                    | [ 60 ]               |
| 2017年011月17日 | GODZILLA                                                               |                                                    | [ 61 ]               |
| 2018年02月24日  | さよならの朝に約束の花をかざろう                                       |                                                    | [ 62 ]               |
| 2018年04月13日  | ひそねとまそたん                                                       |                                                    | [ 63 ]               |
| 2018年07月8日   | あそびあそばせ                                                         |                                                    | [ 64 ]               |
| 2018年07月8日   | スペースバグ                                                           |                                                    | [ 65 ]               |
| 2018年010月5日  | モンスターストライク THE MOVIE ソラノカナタ                            |                                                    | [ 66 ]               |
| 2018年010月8日  | ひもてはうす                                                           |                                                    | [ 67 ]               |
| 2019年07月12日  | ミュウツーの逆襲 EVOLUTION                                             |                                                    | [ 68 ]               |
| 2019年08月2日   | ドラゴンクエスト ユア・ストーリー                                      |                                                    | [ 69 ]               |
| 2020年01月9日   | 空挺ドラゴンズ                                                         |                                                    | [ 70 ]               |
| 2020年010月6日  | 魔王城でおやすみ                                                       | 第1話と後半の一部の回                              | [ 71 ] [ 72 ]        |
| 2020年010月11日 | 神様になった日                                                         | 基本的に収録はプレスコが用いられている             | [ 74 ]               |
| 2021年04月6日   | オッドタクシー                                                         |                                                    | [ 75 ] [ 76 ]        |
| 2021年05月27日  | エデン                                                                 | アフレコで取り直した部分もあり                     | [ 77 ] [ 78 ]        |
| 2022年04月15日  | ポケットモンスター                                                     | 第106話                                            | [ 79 ]               |